# Francisco López Estrada
Francisco López Estrada (Barcellona, 1918 – Valencia, 2010) è stato un filologo spagnolo.

## Biografia
Docente all'Università di La Laguna dal 1948, all'Università di Siviglia dal 1949 al 1975 e all'Università Complutense di Madrid dal 1976 al 1986, fu autore di vari studi sul Siglo de Oro.
Tra le sue opere Introduzione alla letteratura medievale spagnola (1953) e Lirica medievale spagnola (1977).